# Đorđe Branković
Đorđe Branković (srbsky Ђорђе Бранковић, 1645 Ineu –1711 Cheb) byl sedmihradský a valašský diplomat srbské národnosti, jehož činnost byla namířena proti Osmanské řiši.
Působil jako sedmihradský vyslanec u Osmanské říše, posléze jako valašský vyslanec ve Vídni. V této roli navrhl císaři Leopoldovi I. vytvoření balkánského království. Sám se nechal uznat srbským patriarchou Arsenijem za potomka srbského vládnoucího rodu Brankovićů, ačkoliv spojení s nimi bylo neprokázané.
Po zahájení protiosmanského tažení Habsburků roku 1688 Branković vyzval balkánské křesťany k povstání. Habsburská monarchie se však začala obávat vzniku samostatného státu pod jeho vedením, a proto ho Ludvík Bádenský roku 1689 nechal zatknout. V letech 1689–1691 byl Branković internován ve Vídni, mezitím byl roku 1691 prohlášen srbským despotou. Ve Vídni zůstával v kontatku se Srby, a proto byl posléze převezen do internace na hradě v Chebu, kde zůstal do konce života. V Chebu sepsal rozsáhlé dějepisné dílo Slavo-srbská kronika.
V roce 1743 byly jeho ostatky přemístěny do kláštera Krušedol.